# Campanula saxifragoides
Campanula saxifragoides là loài thực vật có hoa trong họ Hoa chuông. Loài này được Doum. mô tả khoa học đầu tiên năm 1900.